# 2 mot 1
2 mot 1 var en frågesport som producerades av SVT Malmö och sändes i Sveriges Television 1998–1999. Programledare var Stellan Sundahl, som avled när den sista säsongen sändes. Man beslutade dock att fortsätta sända programmet, trots Sundahls bortgång.
Programmet byggde på formatet Blockbusters som visades första gången i USA 1980. Tonåringar tävlade i kunskap och taktik. Ett lag på två personer spelade mot en ensam spelare. Deltagarna skulle korsa en spelplan uppbyggd av hexagoner genom att svara på frågor, för att i slutändan kunna vinna pengar.